# 西南卫矛
西南卫矛（学名：Euonymus hamiltonianus）为卫矛科卫矛属的植物。分布于印度以及中国大陆的陕西、广东、湖北、安徽、广西、福建、甘肃、浙江、湖南、四川、江西等地，生长于海拔300米至2,000米的地区，多生于山地林中，於日本有亞種，常用於盆景。